# Upplands runinskrifter 704
Upplands runinskrifter 704, till höger på bilden, är en vikingatida ristning på en sten av grå, svagt rödaktig granit i Öster-Dalby, Veckholms socken och Enköpings kommun. Ristningen är rent ornamental och föreställer ett fyrfotadjur som blir bitet av en orm. Stenen är 1,11 meter hög och 1,06 meter bred.  Stenen är sannolikt en parsten till, och har utgjort ett monument tillsammans med, U 705 (till vänster på bilden). Rundjurets utseende, ristningens huggningsteknik och det faktum att den troliga parstenen är signerad av Balle gör det troligt att även U 704 är ristad av honom.
Mindre än en halvmil från denna sten finns U 693 som är en likartad ristning.